# Alabama (Nueva York)
Alabama es un pueblo ubicado en el condado de Genesee en el estado estadounidense de Nueva York. En el año 2010 tenía una población de 1869 habitantes y una densidad poblacional de 17 personas por km².

## Geografía
Alabama se encuentra ubicado en las coordenadas 43°05′47″N 78°23′27″O / 43.09639, -78.39083. La línea del norte es la frontera del condado de Orleans y de la línea oeste de la ciudad es la frontera del condado de Erie y el condado de Niágara.

## Demografía
Según la Oficina del Censo en 2000 los ingresos medios por hogar en la localidad eran de $40 223, y los ingresos medios por familia eran $45 947. Los hombres tenían unos ingresos medios de $32 454 frente a los $23 456 para las mujeres. La renta per cápita para la localidad era de $14 811. Alrededor del 6.3% de la población estaban por debajo del umbral de pobreza.